# Cem Kızıltuğ
Cem Kızıltuğ (né à Istanbul le 16 avril 1974)  est un dessinateur humoristique  et un illustrateur turc.

## Carrière
Cem Kızıltuğ a fait ses études à la faculté des beaux-arts de l'université de Marmara, dont il est sorti diplômé en 1997. Il travaille encore à l'heure actuelle (2011) comme illustrateur pour le journal national Zaman, où il a commencé juste après avoir obtenu son diplôme.
Les dessins humoristiques qu'il a conçus pour Zaman ont été publiés dans l'album C’empati en 2003. L'Association des écrivains turcs a décerné à Cem Kızıltuğ le titre de « dessinateur humoristique de l'année » en 2005.

## Œuvres

### Livres de dessins
- C’empati, 2003, éditions Zaman
- Alegorik Gri, 2009, éditions Zaman

### Livres pour la jeunesse
- Peygamber Öyküleri, 2003, Timas Livre
- Her Güne Bir Ninni, 2005, YKY
- Seçme Hikayeler, 2005, Yapı Kredi Livre
- Sevdalı Bulut, 2005, Yapı Kredi Livre
- Ben Picasso, 2006, musée de Sakip Sabanci
- Ben Kitap, 2006, musée de Sakip Sabanci
- Ben Rodin, 2006, musée de Sakip Sabanci
- Ben Cengiz Han, 2007, musée de Sakip Sabanci
- Lokum'la Avrupa'ya, 2007, Commission européenne
- Halk Hikayeleri, 2007, Turquoise Livre
- Ben Halı, 2007, musée de Sakip Sabanci
- Ben Dali, 2008, musée de Sakip Sabanci
- Ben Venedik Taciri, 2009, musée de Sakip Sabanci

### Participation à des ouvrages collectifs
- Kediler Kelimeler, 2006, éditions Zaman